# Футбол в Узбекистане

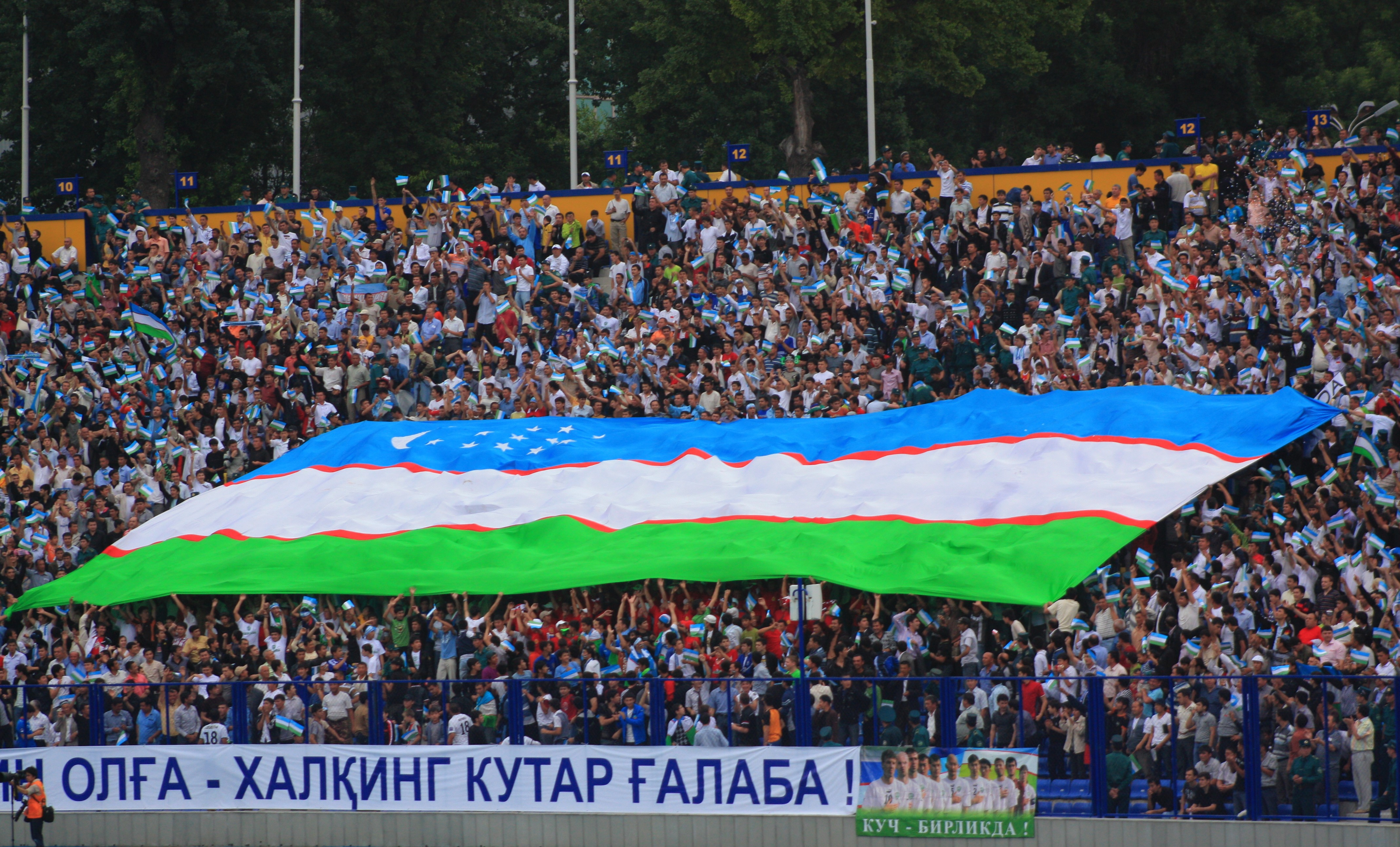
Наполненные трибуны Стадиона Пахтакор на матче с Японией

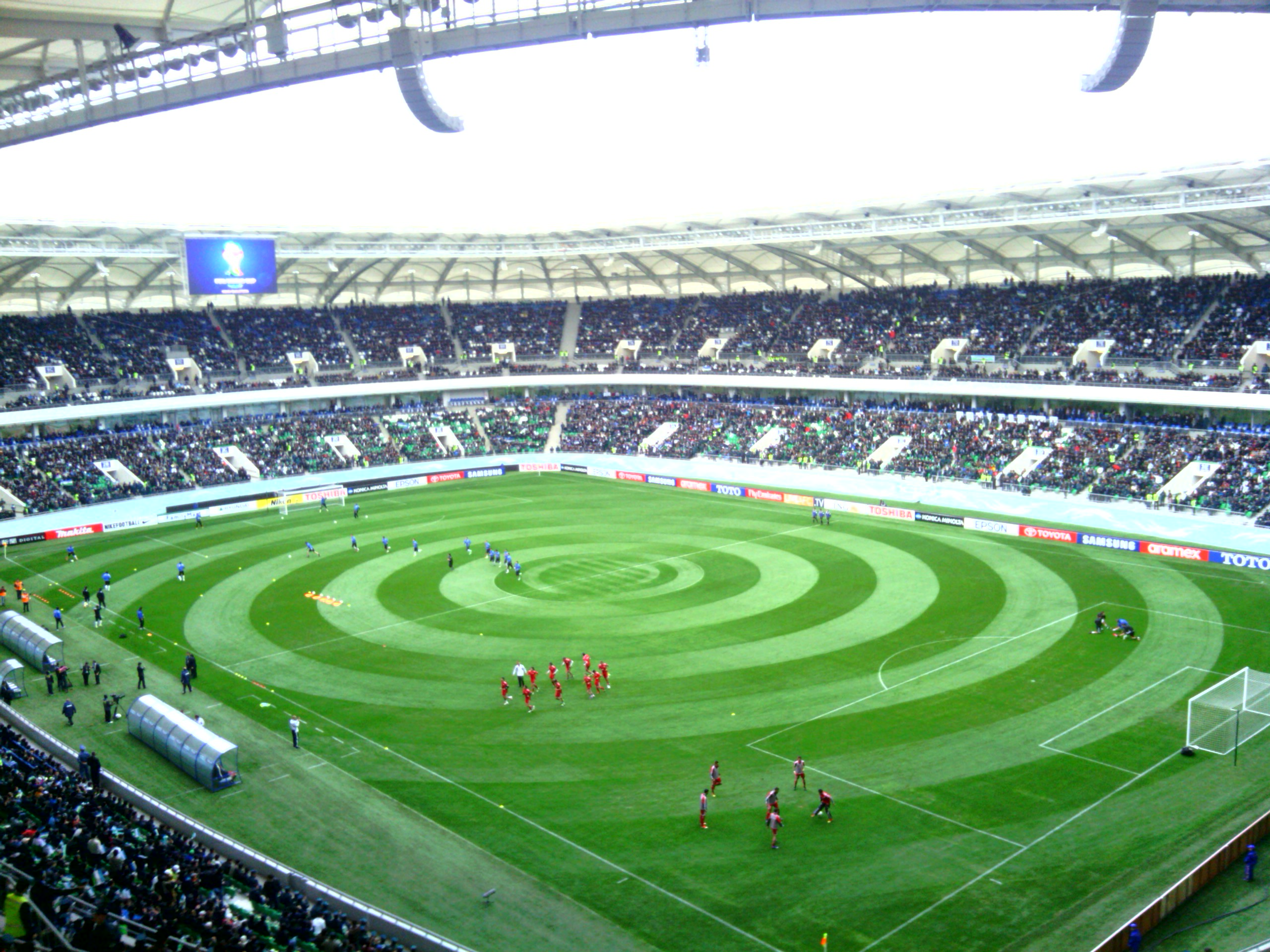
Суперсовременный стадион Бунёдкор

Футбол — один из самых популярных и распространенных, и интересных видов спорта в Узбекистане. Главным руководящим органом узбекского футбола является Футбольная ассоциация Узбекистана, созданная в 1946 году. В системе футбольных лиг, на вершине находятся Суперлига (Высшая Лига) и (Про-лига) Первая Лига. Победитель Супер Лиги получает титул Чемпиона Узбекистана. И ещё, среди национальных кубковых соревнований, есть Кубок Узбекистана, Суперкубок Узбекистана и Кубок ПФЛ. Также футбольные клубы занявшие первые 4 места в Суперлиге, получают путевки в Лигу Чемпионов АФК И Кубок АФК.

## История футбола в Узбекистане
Годом рождения футбола в стране считается 1912 год, так как именно тогда были созданы футбольные команды в Фергане и Коканде, немного позднее в Андижане, Ташкенте и Самарканде, и были проведены междугородные матчи. Первый Чемпионат Ферганской долины был проведен в 1914 году, Чемпионат Узбекской ССР начал разыгрываться с 1926 года, а розыгрыш Кубка Узбекской ССР стал проводиться с 1939 года.
В 1928 году впервые была создана сборная Узбекистана, которая приняла участие в Спартакиаде, в число участников которой входили представители европейских стран. На этом турнире сборная Узбекистана провела свой первый международный матч со сборной рабочих клубов Швейцарии и победила со счетом 8:4.
В 1991 году, уже в независимом Узбекистане были организованы Чемпионат Узбекистана и Кубок Узбекистана.
Также футбольные клубы занявшие первые 4 места в Суперлиге, получает путевки в Лигу Чемпионов АФК И Кубок АФК.

## Футбольная ассоциация Узбекистана
Федерация Футбола Узбекистана — организация, осуществляющая контроль и управление футболом в Узбекистане. Штаб-квартира находится в Ташкенте. Занимается организацией национального чемпионата, сборных страны, поддержкой, развитием и популяризацией всего футбола в целом. Национальная футбольная федерация Узбекистана создана в 1946 году и вступила в АФК и ФИФА в 1994 году.

## Национальная сборная Узбекистана
До 1992 года сборная Узбекистана собиралась нерегулярно с разными ограничениями по возрасту и провела около 80 матчей на Спартакиадах СССР, а также участвовала в товарищеских играх.
Сборная Узбекистана нового созыва свои первые матчи провела в 1992 году. Эти матчи официально зарегистрированы ФИФА на основе того, что сборной Узбекистана было разрешено с 1992 года участвовать в турнирах, проводимых под эгидой ФИФА. В 1992 году состоялся первый розыгрыш Кубка Центральной Азии, инициированный ФИФА.
17 июня 1992 года в столице Таджикистана Душанбе, сборная Узбекистана провела свой первый официальный матч против сборной Таджикистана, и сыграла в ничью со счетом 2:2.
В 1994 году сборная Узбекистана впервые участвовала в крупном международном турнире — Азиатских Играх, проходивших в Японском городе Хиросима, и в дебютном сезоне вышла в финал где против него играла сборная Китая, счет матча 4:2 в пользу Узбекистана, таким образом сборная Узбекистана стала Чемпионом Азиатских Игр.
Также сборная Узбекистана регулярно участвует в Кубке Азии, самым лучшим результатом Узбекистана в Кубке Азии считается четвёртое место в Кубке Азии 2011 года.

## Лиги и кубки
В системе футбольных лиг, на вершине находятся Суперлига и Про-лига. Победитель Суперлиги получает титул Чемпиона. Кроме того, среди национальных кубковых соревнований, есть Кубок Узбекистана. Футбольные клубы занявшие высшие места в Суперлиге, получают путевки в главный клубный турнир в Азии — Лига чемпионов АФК.

## Клубы на международной арене
Клубы Узбекистана регулярно и успешно выступают в главных клубных турнирах Азии — Лиге чемпионов АФК, Кубке обладателей кубков АФК и Кубке АФК.
В сезоне 1994/1995 ферганский «Нефтчи» занял 3-место в Кубке Азиатских чемпионов. В сезоне 1999/2000 наманганский «Навбахор» стал четвёртым в Кубке обладателей кубков. В разных годах «Насаф», «Пахтакор» и «Бунёдкор» входили в четвёрку лучших клубов Лиги чемпионов АФК.
Самого громкого успеха добился каршинский «Насаф», в 2011 году выиграв Кубок АФК.

## Стадионы Узбекистана
| Стадион          | Город     |
| ---------------- | --------- |
| Стадион Бунёдкор | Ташкент   |
| Стадион Пахтакор | Ташкент   |
| Джар             | Ташкент   |
| Локомотив        | Ташкент   |
| Истиклол         | Фергана   |
| Динамо           | Самарканд |
| Бухара Арена     | Бухара    |
| Марказий Карши   | Карши     |
| Стадион Хорезм   | Ургенч    |